# Могилянський Микола Михайлович
Микола Михайлович Могилянський (1871, Чернігів, Російська імперія — 1933, Прага, Чехословаччина) — український громадський і державний діяч, український дипломат, етнограф і археограф, професор-антрополог.

## Біографія
Народився 18 грудня 1871 у Чернігові в дворянській родині Русобтовських-Могилянських. 
У 1889 р. закінчив Чернігівську чоловічу гімназію і продовжив навчання на природознавчому відділенні фізико-математичного факультету Петербурзького університету. На останніх курсах спеціалізувався в галузі географії та антропології. 
Після закінченні в 1893 р. університету ще рік навчався у Військово-медичній академії. 
У 1894 р. виїхав до Берліна, де слухав лекції в університеті. 
Протягом 1895–1897 навчався в Парижі, в «Антропологічній школі», спеціалізувався з антропології, археології й етнографії. Його першу наукову роботу було надруковано в «Revue de I'Ecole d’Anthropologie de Paris». 
Після повернення до Петербурга працював у Музеї антропології Академії наук. Водночас займався педагогічною діяльністю, в 1898-1910 рр. викладав географію в Учительському інституті та Першому кадетському корпусі.
З 1901 р. – зберігач, завідувач етнографічного відділу Російського музею, за дорученням якого неодноразово виїздив в експедиції для збирання етнографічного матеріалу.
У 1907-1908 рр. знайомився з музейною справою у Швеції, Норвегії, Данії, був присутній на відкритті «Nordeska Museet» в Стокгольмі. За своїми політичними поглядами М. Могилянський належав до ліберальної інтелігенції, був членом партії кадетів.
У 1918 року переїхав до Києва. За часів Української Держави з 20 травня 1918 року виконував обов'язки товариша державного секретаря. Обіймав посаду голови юридично-редакційної Комісії української делегації на мирних переговорах між Українською Державою та РРФСР. У вересні 1918 року призначений Гетьманом Павлом Скоропадським послом Української Держави у Франції, проте прибув до Парижу вже після встановлення в Україні влади Директорії УНР. 
У травні 1920 року виїхав до Константинополя, місяць по тому – до Парижа, де став редактором журналу «Молода Україна», створив Український національний комітет. І в еміграції він продовжував свою наукову і педагогічну діяльність. 
У 1921–1923 рр. викладав в Сорбоні (фр. Faculte des Sciences), в «Lyce'e Henri-IV» і «Lyce'e Janson de Sailly ». 
З 1923 р. мешкав у Празі, де читав лекції в Російському педагогічному інституті імені Яна Каменського (1923–1926), в Російському народному університеті (1924–1926), Російському інституті сільськогосподарської кооперації (1926).
Був членом Російської академічної групи в Парижі та Празі. Його статті друкувались у багатьох засобах масової інформації: «Последние новости», «Руль», «Общее дело», «Сегодня», «Родное слово». «Голос минувшого», «Звено», «Архив русской революции», «Научные труды Русского народного университета в Праге», «Slavia», «Prager Presse» та ін. Чехословацький уряд виплачував ученому професорську стипендію.
Помер 1 лютого 1933. Похований на Ольшанському православному кладовищі в Празі. Могила зберегалася до останнього часу, але нещодавно її знесли через те, що минув строк оренди. Нащадки запізнилися на один рік.

## Родинні зв'язки
- Батько — Михайло Якович, закінчив юридичний факультет Університету Св. Володимира  у Києві і займався юридичною практикою. Обіймав посаду товариша голови карної палати Чернігівського окружного суду.
- Мати — Марія Миколаївна (до шлюбу Максимович), освічена, культурна жінка. Закінчила Левашовський пансіон у Києві та,— з відзнакою, — класи Фундуклеївської гімназії. На початку XX ст. Марія Миколаївна працювала секретаркою в петербурзькому видавництві М. В. Пирожкова, що друкувало прогресивних російських і українських авторів. Померла М. М. Могилянська 14 липня 1918 р.
- Мав Микола Могилянський двох братів та сестру. Михайло — український літературний критик і публіцист, літературознавець, науковий співробітник ВУАН і керівник Комісії для складання біографічного словника, а молодший — Петро, відомий у Петербурзі адвокат.
- Дружина — Дружина Марія Дмитрівна. Народилась 10 листопада 1873 р. в Санкт-Петербурзі в дворянській родині. Закінчила Сорбонський університет. На початку ХХ ст. одним з найкращих навчальних закладів Петербурга вважалась приватна гімназія, серед засновників якої була М. Д. Могилянська. Вона викладала там французьку мову. За радянських часів продовжувала свою педагогічну діяльність, викладала німецьку мову в Академії мистецтв і пожежному технікумі Ленінграда. 8 березня 1933 р. був підписаний ордер на обшук в квартирі М.Д. Могилянської та її арешт. Того ж дня М.Д. Могилянську заарештували. Проходила вона по слідчій справі № 169-33 р. підпільних народницько-есерівських осередків, якими керував «Ідейно-організаційний центр народницького руху». 21 квітня 1933 р. відбулося засідання трійки ОГПУ Ленінградського військового округу, на якому М.Д. Могилянську, звинувачену за ст. 58-11 Кримінального кодексу, засудили до п’яти років ув’язнення в концтаборі. Втім, ув’язнення до концтабору замінили на висилку до Казахстану на той же термін.